# Орден Девяти камней
Орден Девяти камней (тайск. เครื่องราชอิสริยาภรณ์อันเป็นโบราณมงคลนพรัตนราชวราภรณ์) – государственная награда Королевства Таиланд.

## История
Орден Девяти камней был учреждён в 1851 году королём Сиама Рамой IV по образцу европейских наград. Орденом награждались члены королевской семьи, а также высокопоставленные чиновники. Обязательным требованием было буддистское вероисповедание.
Первоначально орден вручался лишь в виде перстня и происходил от королевского талисмана.
Девять драгоценных камней имеют определённый смысл:
- Бриллиант – энергию, богатство, успех над врагами
- Топаз – успех в юридических делах
- Гранат – здоровье и долголетие
- Сапфир – любовь и богатство
- Лунный камень – чистоту и счастье, успех над врагами
- Гиацинт – любовь
- Кошачий глаз – духовная защита, защита от огня
- Рубин – долголетие
- Изумруд – безопасность

В дальнейшем были добавлены присущие орденам инсигнии – знак на ленте и звезда.

## Степени
Орден имеет один класс.
Инсигнии ордена состоят из знака на чрезплечной ленте (женский вариант – на банте, помещаемом на левом плече), звезды, кольца на указательный палец (только для мужчин).

## Описание
Знак ордена — золотая брошь, в центре которой находится крупный огранённый бриллиант, окруженный двенадцатью более мелкими бриллиантами. Вокруг этой композиции отполированные топаз, гранат, сапфир, лунный камень, гиацинт (желто-красный или красно-коричневый циркон), хризоберилл («кошачий глаз»), рубин и изумруд. Каждый драгоценный камень окружен мелкими бриллиантами. В верхней части расположена золотая королевская корона с солнечными лучами, украшенная бриллиантами. Знак ордена крепится в месте соединения плечевой ленты на левом бедре.
Звезда ордена — серебряная восьмиконечная с бриллиантовой огранкой, на которую наложена золотая накладка, в центре которой находится крупный огранённый бриллиант, окруженный двенадцатью более мелкими бриллиантами. Вокруг этой композиции отполированные топаз, гранат, сапфир, лунный камень, гиацинт (желто-красный или красно-коричневый циркон), хризоберилл («кошачий глаз»), рубин и изумруд, между которыми по мелкому бриллианту.
Золотое кольцо по окружности украшено девятью драгоценными камнями.
 Лента ордена золотая с широкой зелёной полосой с краю, обременённой синей и красной тонкими полосками с внутренней стороны.